# 交響曲傳奇角色列表
本文列出《交響曲傳奇》的主要角色。

## 主要角色
洛伊德·亞文格（Lloyd Irving，聲優：小西克幸）
本作男主角。
年幼時跟瀕死的母親安娜在森林裡，被矮人發現時其母親安娜已經氣絕身亡，其矮人把他當作養子養育長大，他有一雙靈巧的手，能夠掌握矮人工藝特有的技術。以成 為酷的好男人作為目標，實際是一個熱血的男子漢。頭腦十分靈活，能作出出色判斷，但學校的成績非常差，為此讓青梅竹馬的柯蕾特和吉尼亞斯做家庭教師。
由于单纯的认为“两把刀的威力自然是一把刀的两倍”而使用自创的双刀流战斗。
因為把再生之旅當成，打倒迪賽安之旅而決定要跟著一起旅行，離開村子時養父告知，迪賽安是害死母親的兇手，而決心找迪賽安報仇，隨著旅行中的成長，漸漸的感受到這世界的，諸多矛盾與不合理之處，進而決心改變這世界。
柯蕾特·布魯尼（Collet Brunel，聲優：水樹奈奈）
本作女主角。
和洛伊德是青梅竹馬，瑪那一族的末裔，為了拯救希爾瓦蘭特的再生神子。平常做事笨手笨腳，擁有超乎常人的力氣，知道至今800年間所有再生神子至今沒有人成功過，縱使內心如此的不安。依舊接受神諭而展開世界再生之旅，身上戴著作為神子證據的庫希斯輝石。
由于从小受到神子的教育影响而非常具有极强的责任感和牺牲精神，哪怕自己身处危险也愿意帮助别人。但是，因为洛伊德对其是超越一切的最重要的人，所以选择对其他女性表示兴趣的对话会降低其好感度。
使用武器为战轮。在天使化后也获得了使用上位光系攻击魔法【天使术】的能力。除此之外也可以偷盗物品和丢锤子。但是，她是系列第一个没有治愈法术的女主角。
在旅程中因為天使試煉，得到了桃色光輝的羽翼，而漸漸的天使化的影響，也因此受到失去味覺、知覺、以及其聲音的「天使疾病」纏身，但是堅強的意志仍然決心堅持下去，最後甚至一度成了沒有自我意識的人偶一般，之後在洛伊德的努力下恢復正常。
吉尼亞斯·賽奇（Genius Sage，聲優：折笠愛）
洛伊德的好友，兴趣是学习。在村成績最好，也是一個非常優秀的魔法師，因為太過聰明，所以對於一些不能完成的事，很容易放棄。因為姐姐緣故非常的擅長家事跟料理。不擅长运动。
跟姐姐莉芙爾都是半妖精，同時不被人類與妖精所認同而遭到排斥，所以对大多数人都慎重的保持着距离。但對於洛伊德這位無視種族差異的好友，可以說是最要好的朋友。同时，由于其经历而和年龄相近且同样是半妖精的米特斯成为了非常好的朋友。因此在后期米特斯揭示其真正身份时受到了非常严重的冲击。
对在泰瑟亞蘭世界碰到的普蕾瑟亞一见钟情，以与其12岁年龄不符的热情频频出击，可惜并没有得到什么回应。
擅长几乎全部属性的各种攻击魔法。为了协调咏唱时的节奏而是用剑玉作为武器。偶尔也可以将其当作流星锤进行物理攻击。
莉芙爾·賽奇（Refill Sage，聲優：冬馬由美）
洛伊德、柯蕾特的老師，吉尼亞斯的姐姐，也是他們的班上的班導師，村子的人都叫他「莉芙爾老師」。帶著她的知識和洛伊德展開世界再生之旅，對考古學和魔法科 學很有研究，非常的喜歡遺蹟的遺蹟狂，但如果有遺跡在眼前，她的性格就會突然變的異常的興奮，對於家事料理十分的不擅長，所以煮飯等工作都是弟弟吉尼亞斯負責。
因為身為半妖精，而受到迫害因此一度過著逃亡的日子，曾經在冬天中逃亡時跳水差點溺死的經驗，因此之後非常的怕水。在弟弟小時候帶著他，從泰瑟亞蘭逃亡到希爾瓦蘭特去，因此对他人不信任的程度更在其弟之上。對於讓他們過著逃亡生活的母親，一度非常的怨恨，但在見到時她已經神智不清了。
武器为杖。和擅长攻击系魔法的吉尼亚斯相对，莉芙尔擅长各种回复系法术和光属性攻击魔法。
庫拉多斯·奧利歐（Kratos Aurion，聲優：立木文彦）
自報姓名的謎之劍客，他是一位僱傭兵，擁有超第一流的劍術，同时还能使用各种魔法。在柯蕾特的世界再生之旅上，擔當保鏢的工作，虽然经常面无表情也不爱说话，但眼光十分銳利，在旅程中有時會教導實戰經驗不足的洛伊德知識。
非常博学，在巴尔马科斯塔的学问测试中得到了400分中的380分。
實際上是確保再生神子能順利完成任務，庫希斯最高位的四大天使之一，擁有青色光輝的羽翼。在几乎完全由天使组成的庫希斯中是唯一的人类，同時也是洛伊德的親生父親，4000年前是米特斯的同伴。为了让半妖璟一族不被人类迫害而奔走。在玛蒂尔被杀后，虽然感觉米特斯的庫希斯已经走上了邪道，但仍然对其放任。
故事开始前曾经一度离开庫希斯组织，并和在下界遇到的安娜有了洛伊德。然而因为安娜被迪赛安所杀而心灰意冷，再次回归米特斯手下。然而在护卫柯蕾特的任务中，在戴克家的后边看到了安娜的墓，由此得知自己的儿子并未死亡的事实，并因这个契机而再次下决心阻止米特斯的恶行。
故事中盘曾经背叛我方，但这只是为了不引起庫希斯怀疑，同时为了更能帮助洛伊德一众人而所做出的伪装。后期将自己在古代大战期间用过的火焰魔剑和戴克的冰剑一起托付给了洛伊德，并成功使其成为永恒之剑的载体。随故事的分歧不同，庫拉多斯可能会因为和洛伊德单挑中所受的伤势而无法参加最终决战，在这种场合下杰洛斯会加入队伍。
大结局中，庫拉多斯收集了所有的秘石后，乘坐德利斯·卡蘭出发去了没有尽头的旅行。
【Tales of Fandom Vol.2】中提到，4000年前他是泰瑟亞蘭某贵族骑士团的骑士。在米特斯还没有被称为勇者的时候就已经被其和玛蒂尔的理想所吸引并为其奔走。然而之后他因此被国王从骑士团除名并被从泰瑟亞蘭流放，从此后就变成了对什么都漠不关心的性格。
使用武器是剑盾。作为可以天使化的魔法剑士，无论剑术，攻击回复魔法，或是天使术，他都可以随意的使用。
藤林椎名（Fujibayashi Shihna，聲優：岡村明美）
由另一邊的世界泰瑟亞蘭來暗殺再生神子柯蕾特的女忍者及符咒师。只要柯蕾特再生之旅失敗，哪麼她所屬的泰瑟亞蘭就不會進入瑪那衰退，一度接觸中受到柯蕾特心地善良所感動，因此放棄執行任務，因為柯蕾特願意尋找讓兩邊同存方法而努力，而留下來協力洛伊德等人。
拥有的人工精灵【狐铃】是其不可替代的伙伴。
其作为符咒师的能力能跟大晶靈們締結契約，但是在之前發生過去跟雷晶靈締結契約失敗的意外，造成瑞穗之里（ミズホの里）4分之1的人死亡，从此受到巨大创伤，也被整个村庄的人孤立。因此她一直心有芥蒂，甚至一度無法順利締結契約。其後在狐鈴自我犧牲之後，終於跟雷大晶靈順利締結契約。
使用符咒作为武器。虽然攻击距离较短攻击力也不高，但作为忍者动作非常敏捷。同时她的符咒能够对敌人造成各种各样的负面效果。最后，她能够召唤契约成功的大精灵。
傑洛斯·懷德（Zelos Wilder，聲優：小野坂昌也）
跟椎名屬於同一各世界的神子，因為繁榮的世界不需要做任何事，所以目前他並無事可做，專長是泡妞從小孩到老人無所不泡，因為洛伊德衰退世界的一行人來到泰瑟亞蘭，而加入隊伍就近監視著他們。
性格看似浮夸自大，但观察力非常敏锐，也有内心脆弱的一面。外表的轻浮主要是为了掩盖自己身为神子的身份给人的刻板印象，以免招致他人疏远。刚加入时看不起洛伊德，但随着故事的进行慢慢发现了他的优点，终盘时已经成为了完全可以互相信赖的关系。
由於庫希斯管理瑪那血脈關係，強迫他們之間結婚，也因此離開了原本所相愛的人，傑洛士的父親在他小時候就自殺了，為了爭奪神子的地位，妹妹的母親（父親的戀 人）派刺客來暗殺他，而母親因保護自己而死，之後將妹妹的母親受到處刑，而妹妹被軟禁在修道院，也因而對自己的身世感到厭惡，而將庫希斯輝石寄放在妹妹那裡。
以解除神子身份为条件同意成为庫希斯（クルシス）的间谍，同时也在秘密给反逆者（レネゲード）传达情报。故事终盘会因此离队，但随玩家的选择在某些情况下会回归，同时会导致杰洛斯和庫拉多斯的其中一人加入我方。在他没有回归的场合会迎来悲惨的结局，同时也不会在故事结尾中出现。
和庫拉多斯一样是魔法剑士，使用武器为剑盾。因为体内可以产生魔力所以除剑术外也可以使用攻击和回复魔法。作为神子，他也可以使用某些天使术。
普蕾瑟亞·康巴迪爾（Presea Combatir，聲優：桑島法子）
因為父親病倒而代為工作，自願裝備祕石代為工作，而得到超出常人的怪力，但因為沒有配上要紋關係，失去了喜怒哀樂的感情，其身體也停留在12歲的狀態，并且在被村民当作怪物的情况下无意识的生活了16年。後來受到洛伊德幫助下恢復自我，對於無法喚回的這16年有著複雜的感覺。妹妹是愛莉西亞（アリシア），也因此对杀死妹妹的里加尔有着遗恨。
本来是单纯明快的少女，但在取回感情后因为经历的缘故变成了冷静沉着的性格。
其配戴的秘石是羅帝爾的實驗，實際上是為了設法在人體製造庫希斯輝石，但是因其缺陷而被廢棄。
武器为和身体一样高的大斧，因为她的怪力而可以自由使用，物理攻击力也是全队最高。由于身形娇小而可以躲避敌人的某些攻击，因此擅长乱战。拥有两种秘奥义，第二种的发动条件是全作品最苛刻，但攻击力也是全作品最高。在装备锻炼到极致的魔武器的前提下甚至可以用其一击打败最终BOSS。另外该秘奥义使用后如果敌方依然存活的话则会出现稀有的cut-in。
里加爾·布萊安（Regal Bryan，聲優：大塚明夫）
原本是狙擊洛伊德的囚犯，因為看見普蕾瑟亞而自願加入隊伍，原本是大集團的社長，曾經自己手刃所愛的人，因此自願戴上手銬進入監獄，在受命於教皇以擄獲柯蕾特為目的，而跟洛伊德等人接觸。
跟愛莉西亞原本是主僕以及戀人關係，因其被羅帝爾看上而被帶走做實驗，但因體質不適合而讓祕石暴走，變成了怪物之下，要求里加爾親手殺了自己，再次回到海之樂園阿爾塔米拉（海の楽園　アルタミラ） 時受到祕石上的殘存意識委託，請普蕾西亞再次帶著里加爾到這墓前，當里加爾回到自己的面前交代遺憾後，請姐姐普蕾西亞跟里加爾，破壞祕石後安祥離去，里加爾也決心要為受祕石所殘害的人，將庫希斯打倒。
战斗中用腿法【特劳贝尔流武术】攻击。武器则是与其相应的腿甲。同时也会用气功进行治疗。但实际上真正最擅长的是用双手战斗——故事中使用了一次双手格斗技，仅仅一击便将庫希斯内部牢固的铁牢打破。封住双手使用腿法战斗的原因是为了让自己记住战斗中夺走的生命的重量，并引以为戒。
米特斯·尤格拉西尔（Mitos Yggdrasill，聲優：高山みなみ）
4000年前拯救世界的勇者。拥有少女一般的美貌。本作的最终BOSS。因为在被迫害和孤独中一直受到姐姐玛蒂尔的支持，因此对姐姐拥有超越姐弟之上的爱情和依赖感。
幼年时是和姐姐玛蒂尔一起受到迫害的半妖精少年。为了创造没有种族差别的世界而和庫拉多斯，尤安，以及玛蒂尔四处奔走，并在此期间和全部精灵结下契约。停战后，由于世界树的魔力正在枯竭，而令始源精灵创造出永恒之剑，并用其力量将世界分为两半，以争取时间等待世界树果实的到来。
然而就在世界树果实到来的时候，玛蒂尔被充满嫉妒的人类所杀害。米特斯因此对人类绝望，创立了以复活玛蒂尔以及成立千年王国为目标的库希斯组织，由此从拯救世界的勇者变为试图管理世界的独裁者。
游戏中盘，米特斯曾经隐藏身份加入洛伊德一行，就近观察神子柯蕾特的情况。虽然在此过程中再次感受到了人之间的温暖，特别是和吉尼亚斯的友情，但最终他还是被复仇的怒火所吞噬，在洛伊德一众人面前表明身份并恢复敌对。终盘虽然其成功复活了玛蒂尔，然而玛蒂尔却拒绝了已经变得和4000年前完全不同的米特斯，由此导致了他精神的崩溃，并决定将德利斯·卡蘭和整个世界一同毁灭。被洛伊德等人击败后，虽然表示自己没有后悔，但还是认可了洛伊德等人【将自己没有选的道路走到了极致】，间接承认了自己的错误。